# سوق ناشئة

البلدان الصناعية الجديدة اعتبارًا من عام 2013. هذه فئة وسيطة بين البلدان المتقدمة والنامية بالكامل.

الأسواق الناشئة (بالإنجليزية: Emerging Markets)‏ وهي الأسواق التي تمتلك صفات قريبة من صفات الأسواق المتقدمة، لكنها لم تستوف جميع الصفات والمعايير التي تؤهلها لكي تكون ضمن تلك الأسواق. فالأسواق الناشئة تتضمن الأسواق التي كانت سابقاً أسواقا متقدمة والأسواق التي قد تصبح متقدمة في المستقبل. حيث تشير بعض المصادر إلى وصول رأس مال صناديق التحوط (المحفظة الوقائية) في الأسواق الناشئة إلى مستوى قياسي جديد في الربع الأول من عام 2011 حيث بلغت ما يقارب 121 مليار دولار. تعد دول مجموعة (بريكس /BRICs) -البرازيل وروسيا والهند والصين- أكبر أربعة اقتصادات ناشئة ونامية من حيث الناتج المحلي الإجمالي الاسمي أو الناتج المحلي الإجمالي المعدل حسب تعادل القوة الشرائية. وأيضا تعد  البلدان الصناعية الجديدة أسواقا ناشئة لم تصل اقتصاداتها بعد إلى وضع متقدم ولكنها تفوق بمعنى الاقتصاد الكلي  نظيراتها النامية.ويوجد بعض المصطلحات التي يتم استخدامها للتعبير والإشارة إلى الأسواق الناشئة ومن ضمنها مصطلح «الاقتصادات سريعة النمو» الذي تم استخدامه للدلالة على بعض اقتصادات الدول مثل الإمارات العربية المتحدة وشيلي وماليزيا. أما في عام 2011 فقد أثبتت بعض الدراسات تفوق أداء الأسواق الناشئة على الاقتصاد العالمي وأثبتت قدرتها على الصمود في الأزمات التي واجهت الاقتصاد في ذلك الحين.

## تاريخ المصطلح
1970- منذ بداية مطلع السبعينات، كان مصطلح (الدول الأقل تقدما) هو المصطلح الشائع للأسواق الأقل نموا وتطورا في ذلك الوقت وذلك اعتمادا على مقاييس موضوعية أو غير موضوعية. كان من المفترض في ذلك الوقت ان تقدم تلك الأسواق إمكانيات أوسع وأكبر للربح ولكنها في المقابل قدمت مخاطر عديدة مثل التعدي على براءات الاختراع.
1981- تم استبدال مصطلح (الدول الأقل تقدما) بمصطلح (الأسواق الناشئة) بعد صياغته عام 1981 من قبل الخبير الاقتصادي (أنطوان فان أغتمايل) في البنك الدولي آنذاك. يستخدم هذا المصطلح أحيانًا بشكل فضفاض كبديل للاقتصادات الناشئة، ولكنه يشير حقًا إلى ظاهرة تجارية لم يتم وصفها بالكامل أو تقييدها، حيث تعتبر هذه الدول في مرحلة انتقالية بين الوضع النامي والمتطور.
2008- عرف مركز مجتمعات المعرفة (الاقتصاديات الناشئة) في تقرير الاقتصاد الناشئ لعام 2008 بأنها «مناطق العالم التي تشهد معلومات سريعة في ظل ظروف التصنيع المحدود أو الجزئي».
2009- قام د. كفينت بتعريق بلد السوق الناشئ على أنه «مجتمع ينتقل من ديكتاتورية إلى اقتصاد موجه نحو السوق الحر، مع زيادة الحرية الاقتصادية، والتكامل التدريجي مع الأسواق العالمية ومع أعضاء آخرين من الأسواق الناشئة العالمية، وتوسيع الطبقة الوسطى وتحسين مستويات المعيشة والاستقرار الاجتماعي والتسامح، بالإضافة إلى زيادة التعاون مع المؤسسات المتعددة الأطراف».

## صفات الاقتصاد الناشئ كما ذكرها العالم جوليان فيركويل[4]
قام جوليان فيركويل مؤخرا في التمييز بين (الاقتصادات الناشئة) و (الأسواق الناشئة) عن طريق منح الاقتصادات الناشئة صفات تميزها عن الأسواق الناشئة التي يتم صياغتها بنهج متأثر جدا بالمعايير المالية.
ومن أهم هذه الصفات:
1. الدخل المتوسط للفرد: يتراوح تعادل القوة الشرائية للفرد في الاقتصاد الناشئ من 10% إلى 75% من متوسط دخل الفرد في الاتحاد الأوروبي.
2. اللحاق بركب النموالاقتصادي: خلال العقد الماضي على الأقل، شهد الاقتصاد الناشئ نموًا اقتصاديًا سريعًا أدى إلى تضييق فجوة الدخل بينه وبين الاقتصادات المتقدمة.
3. التحولات المؤسسية والانفتاح الاقتصادي: خلال الفترة نفسها، قام الاقتصاد الناشئ بتحولات مؤسسية عميقة ساهمت في دمجه بشكل أعمق في الاقتصاد العالمي. بالتالي، يبدو أن الاقتصادات الناشئة تعتبر ناتج ثانوي للعولمة الحالية.

في بداية عام 2010، كان هنالك أكثر من 50 دولة (من ضمنها البرازيل وروسيا والصين والهند) تطابق المعايير التي وصفها العالم جوليان فيركويل (التي تم ذكرها سابقا) حيث كانت هذه الدول تشكل 60% من سكان العالم و45% من الناتج الإجمالي المحلي العالمي.

## ترتيب الأسواق الناشئة

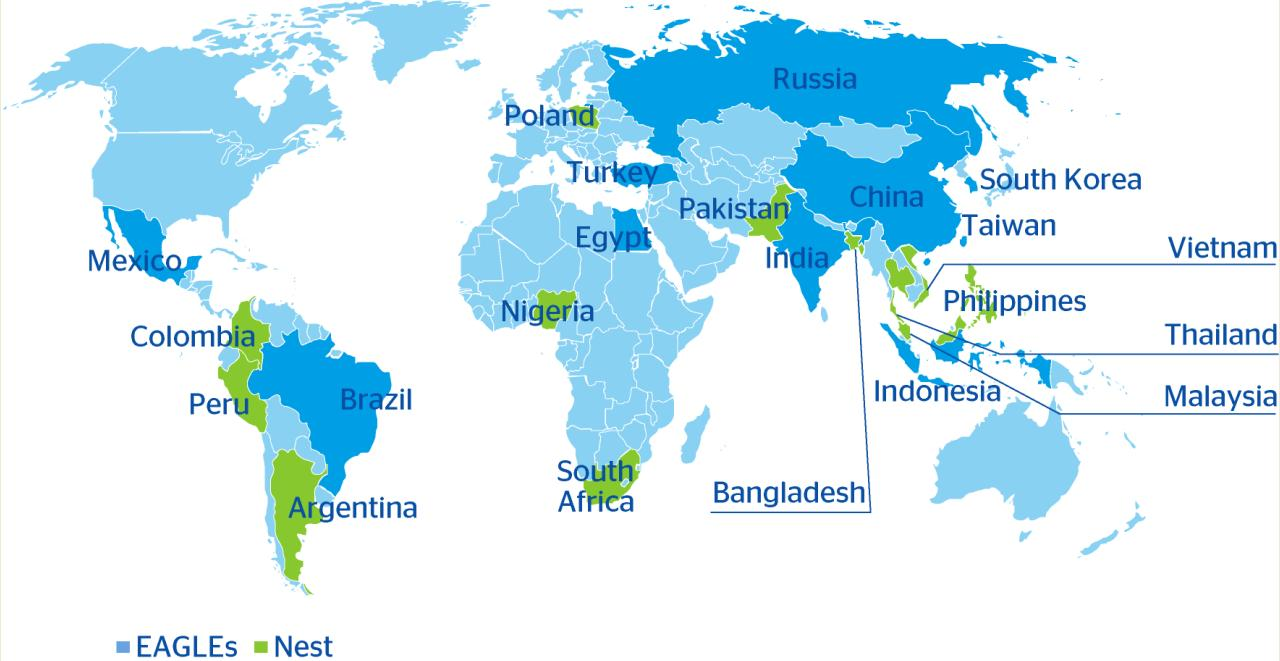
خريطة توضح الأسواق الناشئة الكبرى والرئيسية

تشمل الأمثلة على الأسواق الناشئة العديد من البلدان في أفريقيا، ومعظم دول أوروبا الشرقية، وبعض دول أمريكا اللاتينية، وبعض دول الشرق الأوسط، وروسيا، وبعض دول جنوب شرق آسيا.أما بما يتعلق بترتيب اقتصادات الأسواق الناشئة العشرة فيتم ترتيبها على النحو التالي:

### الترتيب الأبجدي
الأرجنتين، البرازيل ،الصين،الهند،إندونيسيا،المكسيك،بولندا،جنوب أفريقيا،كوريا الجنوبية،تركيا.

### أسواق ناشئة رئيسية أخرى
جمهورية مصر العربية، إيران،نيجيريا، باكستان،روسيا، السعودية،تايوان، تايلاند،هنغاريا، الإمارات، كولومبيا،الفلبين، اوكرانيا، جنوب أفريقيا، بولندا،فرنسا، إيطاليا،ألمانيا، السودان.

## الأسواق العشرة الكبرى (The Big Ten)
تتوزع الأسواق الناشئة الكبرى في جميع أنحاء العالم، وتتمثل بكل من (الأرجنتين، البرازيل ،الصين،الهند،إندونيسيا،المكسيك،بولندا،جنوب أفريقيا،كوريا الجنوبية،تركيا.) حيث تشيربعض الدراسات بأن هذه الأسواق الناشئة الكبرى سوف تلعب دور كبير في تغيير أوجه الاقتصاد العالمية وأن كل سوق ناشئة كبيرة لها أهميتها الفردية ولكن التأثير المشترك للمجموعة سوف يكون له تأثير حتمي وحاسم على المصالح الامريكية الداخلية والخارجية.
تعتبر الأسواق الناشئة الكبرى العامل الأساسي في النمو المستقبلي للتجارة العالمية، والاستقرار المالي العالمي، والانتقال إلى اقتصادات السوق الحرة في آسيا وأوروبا الوسطى وأمريكا اللاتينية. كما أنها ضرورية لعدم الانتشار النووي، وتحسين حقوق الإنسان، والتعاون البيئي، وتجنب الحرب في العديد من النقاط الحرجة.

### المكسيك
تعد الولايات المتحدة المكسيكية التي تعرف باسم المكسيك أحد الجمهوريات الدستورية الفدرالية في أمريكا الشمالية، حيث تعتبر خامس أكبر بلد في الأمريكتين من حيث المساحة الكلية والثالثة عشر من بين الدول المستقلة في العالم، يقدر عدد سكانها بأكثر من 112 مليون نسمة.
اكتسبت المكسيك نفوذ سياسية كبيرة حول العالم وذلك قبل انهيار البيزو في عام 1995.حيث  كانت أول دولة نامية في نصف الكرة الأرضية تنضم إلى منظمة التعاون الاقتصادي والتنمية  «نادي الدول الغنية» للولايات المتحدة وكندا وأستراليا واليابان وأوروبا الغربية - وأول دولة في أمريكا اللاتينية تنضم إلى منتدى التعاون الاقتصادي لآسيا والمحيط الهادئ، وهو مجموعة حافة المحيط الهادئ التي تضم الولايات المتحدة والتي تسعى إلى إنشاء منطقة تجارة حرة خلال العقود القليلة القادمة.
استجابت المكسيك لأزمتها المالية بشكل حاسم وشجاع، وقاومت الضغوط الشديدة لإقامة حواجز تجارية جديدة أو لإبطاء إصلاحات السوق الحرة الهامة، فقد سددت بالفعل قروض الطوارئ للولايات المتحدة في عام 1995، واستعادت قدرتها على اقتراض الأموال في الأسواق الدولية.
انتقلت المكسيك من كونها اقتصادًا مغلقًا إلى واحدة من أكثر الدول التجارية انفتاحًا. واليوم يظهر انتعاش اقتصادي في الأفق وتبدو الأسس الاقتصادية قوية.

### البرازيل
تعد جمهورية البرازيل الإتحادية التي تعرف باسم البرازيل  أحد الجمهوريات الرئاسية الفدرالية في أميركا الجنوبية وهي أكبر دولة في كل من أمريكا الجنوبية وأمريكا اللاتينية. وتعد البرازيل ثالث أكبر بلد في الأمريكتين وخامس أكبر دولة في العالم، سواء من حيث المساحة الجغرافية أو عدد السكان. وهي أكبر البلدان الناطقة بالبرتغالية في العالم، والوحيدة في الأمريكتين.
تعلب البرازيل دورا مهما على المسرح العالمي، فهي دولة تمتلك صوت قوي في المفاوضات التجارية العالمية ومؤيدة لعدم الانتشار النووي ومزودة للقوات في عمليات حفظ السلام، وتعد نفوذ البرازيل السياسية المتنامية في نصف الكرة الأرضية ملموسة فقد عملت واشنطن بجد لبناء علاقات تعاونية مع حكومات من كندا حتى طرف الأرجنتين. قبل كل قرار سياسي مهم، كان عليها الحصول على موافقة البرازيل والاتفاق مع البرازيل على الخطوات التي يجب فعلها.

### الأرجنتين
تعد دولة الأرجنتين أحد الجمهوريات الرئاسية الفدرالية في أمريكا الجنوبية.
حتى أوائل التسعينات، تعرضت الأرجنتين للدمار بسبب التضخم الذي جعل الأسعار الجامحة تحت السيطرة المشددة، فقد قامت البرازيل على تحويل اقتصادها من اقتصاد حمائي جدا إلى اقتصاد منفتح، فقد، شهدت الأرجنتين نموًا صناعيًا كان من بين أعلى معلادت النمو الاقتصادي في العالم، مدفوعًا بارتفاع الاستثمار والإنتاجية، حيث أعجبت الأرجنتين الأسواق العالمية بقدرتها على تحمل الركود الخطير في عام 1995 ومواصلة اتباع سياسات السوق الحرة.

### جنوب أفريقيا
تعتبر جمهورية جنوب أفريقيا أحد الجمهوريات الفدرالية التي تقع أقصى الجنوب الأفريقي، حيث تشكل أكثر من 45% من الناتج الإجمالي المحلي لقارتها بأكملها، حيث تعتبر من أكثر الاقتصادات تطورا وتقدما في أفريقيا، وتمتلك بنية تحتية قوية وصناعات متقدمة، بالإضافة إلى العديد من الشركات متعددة الجنسيات محلية الصنع.تمتلك دنوب أفريقيا واحدة من أكثر أسواق الأوراق المالية تقدمًا في العالم حيث يمتص سوقها منتجات من كل أنحاء إفريقيا وتوفر شركاتها سلعًا وخدمات أساسية لجميع البلدان المجاورة لها.

### تركيا
تعد تركيا أحد الجمهوريات الرئاسية في الشرق الأوسط، يبلغ عدد سكانها 61 مليون نسمة، حيث تعد واحدة من أكثر المواقع الاستراتيجية في العالم، وتشترك في حدودها مع سوريا والعراق وإيران، وهي عضو في الناتو(حلف شمال الأطلسي) وشكلت اتحادًا جمركيًا مع الاتحاد الأوروبي. لطالما كانت تركيا حليفاً عسكرياً للولايات المتحدة، حيث قامت بتزويد القواعد والقوات في حرب الخليج، فتنظر أميركا لتركيا كحليف استراتيجي في منطقة إسلامية شديدة التقلب. تسعى تركيا لأن تكون مركزا اقتصاديا للمنطقة التي تحيط بها فسوقها الضخم وخبرتها الاإقتصادية يضعاها في وضع جيد لتحقيق هذا الهدف.

### بولندا
تعد بولندا أكبر دولة في أوروبا الشرقية، مع 39 مليون شخص، حيث كانت بولندا أول دولة ما بعد الشيوعية تخرج من الركود الذي غطى المنطقة بعد تفكك الاتحاد السوفياتي السابق، سرعان ما أنشأت بولندا ديمقراطية، وتحركت بسرعة لخصخصة اقتصادها (أي نقل ملكية القطاع العام إلى القطاع الخاص) وخطت خطوات ملحوظة في ترتيب مواردها المالية، حيث تبرز كشريك تجاري رئيسي للشركات الأمريكية في منطقة ذات قوة عاملة عالية التعليم وأكبر طبقة متوسطة وأكثر استقرارًا في الكتلة السوفيتية السابقة.

### كوريا الجنوبية
تعد جمهورية كوريا أحد الدول التي تقع في الجزء الجنوبي من شبه الجزيرة الكورية، حيث يبلغ عدد سكانها 45 مليون نسمة، وتعتبر أكثر الدول تصنيعا من بين الأسواق العشرة الكبرى، في العقود القليلة الماضية، التقدم الاقتصادي السريع في سيول كوريا الجنوبية جعلها واحدة من أقوى الدول اقتصاديًا خارج أمريكا الشمالية وأوروبا الغربية واليابان. يمثل اقتصادها حوالي 7% من إجمالي الناتج المحلي لشرق آسيا.
من الناحية الاستراتيجية، تعد كوريا الجنوبية شريكًا حاسمًا للولايات المتحدة في شمال شرق آسيا، حيث تحافظ جيوش كوريا الشمالية والجنوبية على حالة استعداد عالية لمواجهة بعضها البعض في ما قد يكون أخطر احتمال لحرب واسعة النطاق في أي مكان في العالم اليوم. ومع ذلك، فإن إعادة التوحيد السلمي للكوريتين هو أيضًا خيار مقبول، وفي هذه الحالة قد نرى ظهورقوي في جميع الأبعاد - الاقتصادية والصناعية والعسكرية.

### الصين
تعد جمهورية الصين الشعبية أكثر الدول سكانا في العالم حيث يبلغ عدد سكانها مايقارب 1.2 مليار نسمة، ومن المرجح ان تكون من أحد أكبر ثلاث اقتصادات في العالم خلال العقد المقبل، لا يقتصر الأمر على كون الصين نفسها سوق ناشئة كبيرة، بل كذلك «المنطقة الاقتصادية الصينية» التي تضم الصين وهونج كونج وتايوان. حيث أصبحت هونغ كونغ جزءًا من الصين في صيف 1997. وعلى الرغم من التوترات السياسية، فإن العلاقات التجارية بين بكين وتايبي قد إزدهرت. ركز المستثمرون التايوانيون بشدة على إنتاج التكنولوجيا المنخفضة لمواد مثل الأحذية والألعاب، حيث ترى العديد من الشركات المبتكرة بالفعل المنطقة الاقتصادية الصينية كسوق متكاملة.

### إندونيسيا
تعد إندونيسيا، التي يبلغ عدد سكانها 194 مليون نسمة، رابع أكبر دولة في العالم من حيث عدد السكان وأكبر دولة مسلمة. لم تصبح إندونيسيا فقط واحدة من أسرع الدول نمواً في العالم ولكنها أصبحت أيضًا موطنًا لمليارات الدولارات من الاستثمارات الأمريكية، خاصة في قطاع الطاقة، وبشكل متزايد في التصنيع. كما كانت إندونيسيا مورداً منتظماً لقوات حفظ السلام حول العالم.

### الهند
تعد الهند أحد الدول الآسياوية التي يبلغ عدد سكانها ما يقارب 914 مليون نسمة، حيث تمتلم الهند قاعدة صناعية متنوعة، مع إنتاج واسع النطاق للفحم والفولاذ والأسمنت والكيماويات والآلات الثقيلة والمنسوجات. ساعدت قوتها العاملة المدربة والمتعلمة على جعلها واحدة من أكبر مصدري برامج الحاسوب في العالم.
تعد الولايات المتحدة أكبر شريك اقتصادي للهند، ومن المؤكد أن علاقاتها التجارية والاستثمارية مع أمريكا ستنمو. تمتلك الهند قدرة على الأسلحة النووية، وجيش كبير، وبحرية طموحة، مما يضمن لها تأثيرًا يتجاوز الاقتصاد.

## الأسواق الناشئة لكل مجموعة من المحللين
هناك بعض الدول تظهر في جميع قوائم المحللين ومن أهمها (البرازيل، روسيا، الصين، الهند، المكسيك، تركيا). ويتم تصنيف إندونيسيا وتركيا مع المكسيك ونيجيريا كجزء من اقتصادات MINT، وعلى الرغم من عدم وجود معايير متفق عليها بشكل عام الا أنه يمكن تصنيف الدول وفقًا للجدول المبين أدناه على أنها «اقتصادات ناشئة»، فقد طورت العديد من الشركات منهجيات تفصيلية لتحديد الاقتصادات الناشئة صاحبة الأفضل أداءً كل عام.
تسرد مصادر مختلفة البلدان على أنها «اقتصادات ناشئة» على النحو المبين في الجدول أدناه.
| الدولة         | صندوق النقد الدولي صندوق النقد الدولي | بريكس + Next Eleven دول بركيس + | FTSE مجموعة بورصة لندن | MSCI مورجان ستانلي | ستاندرد آند بورز ستاندرد، بورز للخدمات المالية | EM bond index مؤشر الأسواق الناشئة | Dow Jones الدواجونز | Russell راسل | Columbia University EMGP جامعة كولومبيا |
| -------------- | ------------------------------------- | ------------------------------- | ---------------------- | ------------------ | ---------------------------------------------- | ---------------------------------- | ------------------- | ------------ | --------------------------------------- |
| الأرجنتين      | Green tick                            |                                 |                        | Green tick         |                                                | Green tick                         |                     |              | Green tick                              |
| بنغلادش        | Green tick                            | Green tick                      |                        |                    |                                                | Green tick                         |                     |              |                                         |
| البرازيل       | Green tick                            | Green tick                      |                        | Green tick         | Green tick                                     | Green tick                         | Green tick          | Green tick   | Green tick                              |
| بلغاريا        | Green tick                            |                                 | Green tick             |                    |                                                |                                    |                     |              |                                         |
| تشيلي          | Green tick                            |                                 |                        | Green tick         | Green tick                                     | Green tick                         | Green tick          | Green tick   | Green tick                              |
| الصين          | Green tick                            | Green tick                      | Green tick             | Green tick         | Green tick                                     | Green tick                         | Green tick          | Green tick   | Green tick                              |
| كولومبيا       | Green tick                            |                                 | Green tick             | Green tick         | Green tick                                     | Green tick                         | Green tick          | Green tick   | Green tick                              |
| جمهورية التشيك |                                       |                                 | Green tick             | Green tick         | Green tick                                     | Green tick                         | Green tick          | Green tick   |                                         |
| مصر            |                                       | Green tick                      | Green tick             | Green tick         | Green tick                                     | Green tick                         | Green tick          | Green tick   |                                         |
| اليونان        |                                       |                                 | Green tick             | Green tick         | Green tick                                     |                                    | Green tick          | Green tick   |                                         |
| هنغاريا        | Green tick                            |                                 | Green tick             | Green tick         | Green tick                                     | Green tick                         | Green tick          | Green tick   | Green tick                              |
| الهند          | Green tick                            | Green tick                      | Green tick             | Green tick         | Green tick                                     | Green tick                         | Green tick          | Green tick   | Green tick                              |
| إندونيسيا      | Green tick                            | Green tick                      | Green tick             | Green tick         | Green tick                                     | Green tick                         | Green tick          | Green tick   |                                         |
| إيران          |                                       | Green tick                      |                        |                    |                                                |                                    |                     |              |                                         |
| الكويت         |                                       |                                 | Green tick             |                    |                                                |                                    |                     |              |                                         |
| ماليزيا        | Green tick                            |                                 | Green tick             | Green tick         | Green tick                                     | Green tick                         | Green tick          | Green tick   |                                         |
| الجزائر        | Green tick                            | Green tick                      | Green tick             | Green tick         | Green tick                                     | Green tick                         | Green tick          | Green tick   | Green tick                              |
| موريشيوس       |                                       |                                 |                        |                    |                                                |                                    |                     |              | Green tick                              |
| المكسيك        | Green tick                            | Green tick                      | Green tick             | Green tick         | Green tick                                     | Green tick                         | Green tick          | Green tick   | Green tick                              |
| المغرب         | Green tick                            | Green tick                      | Green tick             | Green tick         | Green tick                                     | Green tick                         | Green tick          | Green tick   | Green tick                              |
| نيجيريا        |                                       | Green tick                      |                        |                    |                                                | Green tick                         |                     |              |                                         |
| عمان           |                                       |                                 |                        |                    |                                                | Green tick                         |                     |              |                                         |
| باكستان        | Green tick                            | Green tick                      | Green tick             | Green tick         | Green tick                                     | Green tick                         |                     |              |                                         |
| بيرو           | Green tick                            |                                 | Green tick             | Green tick         | Green tick                                     | Green tick                         | Green tick          | Green tick   |                                         |
| الفلبين        | Green tick                            | Green tick                      | Green tick             | Green tick         | Green tick                                     | Green tick                         | Green tick          | Green tick   | Green tick                              |
| بولندا         | Green tick                            |                                 |                        | Green tick         | Green tick                                     | Green tick                         | Green tick          | Green tick   |                                         |
| قطر            |                                       |                                 | Green tick             | Green tick         | Green tick                                     | Green tick                         | Green tick          |              |                                         |
| رومانيا        | Green tick                            |                                 |                        |                    |                                                | Green tick                         |                     |              |                                         |
| روسيا          | Green tick                            | Green tick                      | Green tick             | Green tick         | Green tick                                     | Green tick                         | Green tick          | Green tick   | Green tick                              |
| السعودية       |                                       |                                 | Green tick             | Green tick         |                                                |                                    |                     |              |                                         |
| جنوب أفريقيا   | Green tick                            | Green tick                      | Green tick             | Green tick         | Green tick                                     | Green tick                         | Green tick          | Green tick   | Green tick                              |
| كوريا الجنوبية |                                       | Green tick                      |                        | Green tick         |                                                |                                    |                     |              | Green tick                              |
| تايوان         |                                       |                                 | Green tick             | Green tick         | Green tick                                     | Green tick                         | Green tick          | Green tick   | Green tick                              |
| تايلاند        | Green tick                            |                                 | Green tick             | Green tick         | Green tick                                     | Green tick                         | Green tick          | Green tick   | Green tick                              |
| تركيا          | Green tick                            | Green tick                      | Green tick             | Green tick         | Green tick                                     | Green tick                         | Green tick          | Green tick   | Green tick                              |
| أوكرانيا       | Green tick                            |                                 |                        |                    | Green tick                                     |                                    |                     |              |                                         |
| الإمارات       |                                       |                                 | Green tick             | Green tick         | Green tick                                     | Green tick                         | Green tick          | Green tick   | Green tick                              |
| فنزويلا        | Green tick                            |                                 |                        |                    |                                                | Green tick                         |                     |              |                                         |

## أبحاثبانكو بيلباو فيزكايا أرجنتاريا(BBVA)

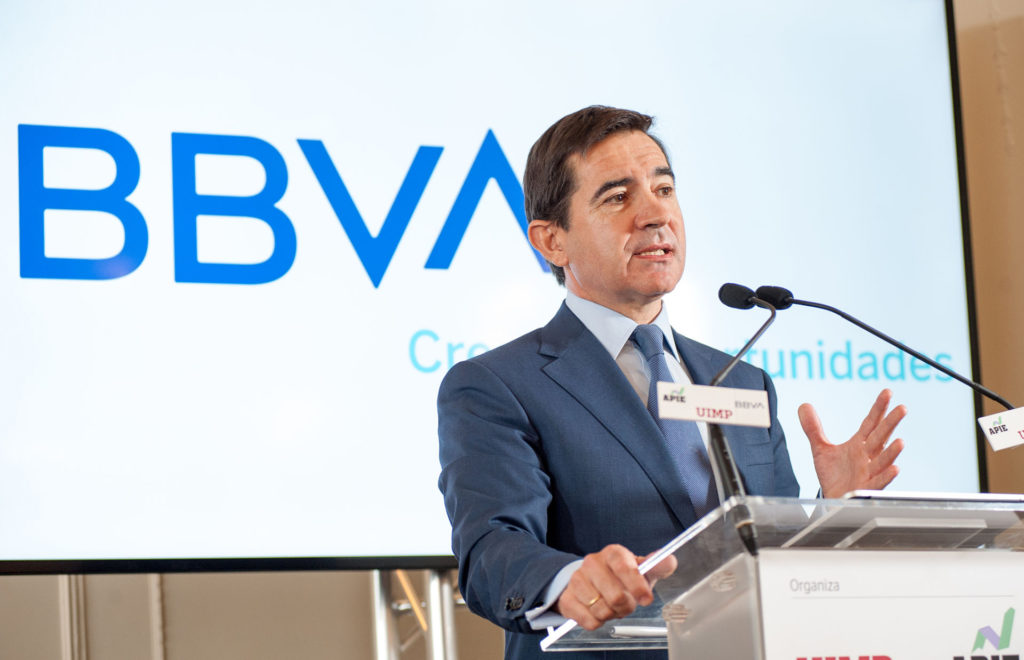
بانكو بيلباو فيزكايا أرجنتاريا : تأسس البنك باسم بنك بلباو (28 مايو 1857) في بلباو. يقع المقر التنفيذي في مدريد. وهو ثاني أكبرالبنوك في إسبانيا.

بانكو بيلباو فيزكايا أرجنتاريا : هي شركة خدمات مالية إسبانية متعددة الجنسيات مقرها في مدريد وبلباو
أدخل بنك بيلباو في عام 2010 مفهومًا اقتصاديًا جديدًا لتحديد الأسواق الناشئة الرئيسية. ينقسم هذا التصنيف إلى مجموعتين من الاقتصادات النامية.
اعتبارًا من مارس 2014، كانت التجمعات على النحو التالي:

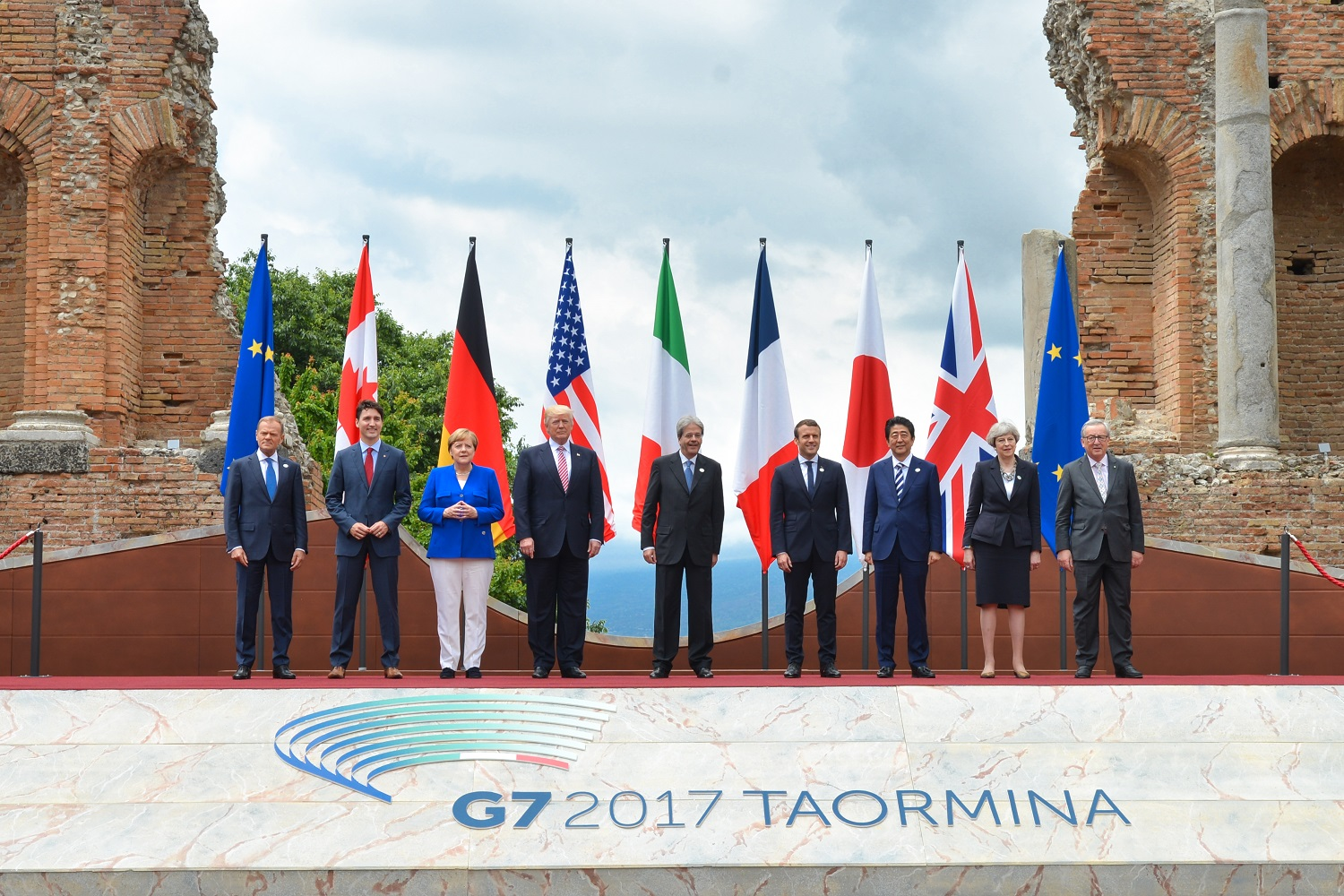
مجموعة السبع دول (إختصارها G7) وهي تجمع أكبر الدول الصناعية في العالم: كندا، فرنسا، ألمانيا، إيطاليا، اليابان، المملكة المتحدة والولايات المتحدة الأمريكية

- الاقتصادات الناشئة والرائدة في النمو (EAGLEs): من المتوقع أن يكون الناتج المحلي الإجمالي المتزايد في السنوات العشر القادمة أكبر من متوسط اقتصادات G7 (مجموعة السبع دول)، باستثناء الولايات المتحدة:
- البرازيل
- الصين
- الهند
- تركيا
- إندونيسيا
- المكسيك
- روسيا

-NEST: من المتوقع أن يكون الناتج المحلي الإجمالي المتزايد في العقد المقبل أقل من متوسط اقتصادات مجموعة السبع دول باستثناء الولايات المتحدة، مع توقع أن يكون أعلى من إيطاليا:
- الأرجنتين
- الفلبين
- بنغلادش
- بولندا
- تشيلي
- قطر
- كولومبيا
- السعودية
- مصر
- تايلاند
- إيران
- فيتنام
- العراق
- جنوب أفريقيا
- كازاخستان
- بيرو
- باكستان
- نيجيريا
- ماليزيا
- الجزائر

-أسواق ناشئة أخرى:
- الأردن
- البحرين
- بلغاريا
- جمهورية التشيك
- إستونيا
- هنغاريا
- الكويت
- لاتفيا
- ليتوانيا
- المغرب
- عمان
- رومانيا
- سلوفاكيا
- سريلانكا
- السودان
- أوكرانيا
- الإمارات
- تونس
- فنزويلا